# 자오화구

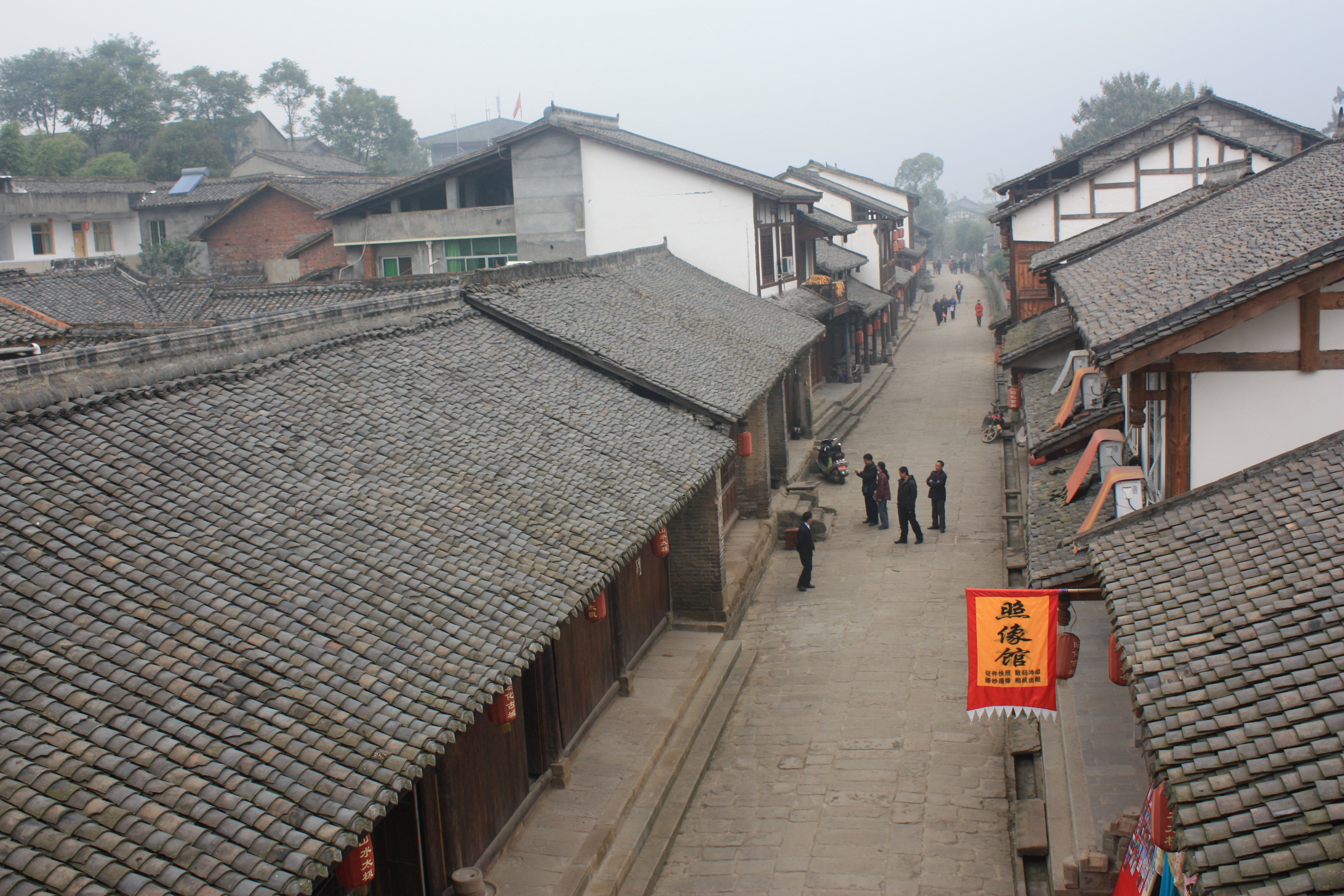

자오화구(한국어: 조화구, 중국어: 昭化区, 병음: Zhàohuà Qū)는 중화인민공화국 쓰촨성 광위안 시의 현급 행정구역이다. 넓이는 1,435km2이고, 인구는 2007년 기준으로 240,000명이다. 이전 이름은 위안바 구(한국어: 원패구, 중국어: 元坝区, 병음: Yuánbà Qū)이다. 2013년 명칭을 변경했다.

## 기후
연평균 기온은 16.1℃이고 연평균 강수량은 856mm이다.

## 행정 구역
9개 진, 19개 향을 관할한다.
- 진: 元坝镇, 卫子镇, 家镇, 磨滩镇, 柏林沟镇, 太公镇, 虎跳镇, 红岩镇, 昭化镇.
- 향: 晋贤乡, 文村乡, 清水乡, 张家乡, 香溪乡, 青牛乡, 陈江乡, 丁家乡, 黄龙乡, 石井铺乡, 白果乡, 梅树乡, 明觉乡, 射箭乡, 朝阳乡, 大朝乡, 沙坝乡, 柳桥乡, 子云乡.